# Кройч
Кройч (рум. Croici) — село у повіті Горж в Румунії. Входить до складу комуни Метесарі.
Село розташоване на відстані 241 км на захід від Бухареста, 26 км на південний захід від Тиргу-Жіу, 79 км на північний захід від Крайови.

## Населення
За даними перепису населення 2002 року у селі проживали 427 осіб, усі — румуни. Усі жителі села рідною мовою назвали румунську.